# ФК Фамаликао
„Фамаликао“ (на португалски: Futebol Clube de Famalicão) е португалски футболен клуб от град Вила Hова де Фамаликау в окръг Брага. Клубът е основан през 1931 г. Домакинските си срещи играе на „Ещадио Мунисипал фамаликао“, с вместимост 5307 зрители.

## История
„Фамаликао“ е основан на 21 август 1931 г. от шестима приятели.

## Сезони по дивизии
- Примейра лига – 7 сезона
- Сегунда лига – 6 сезона
- Португалски шампионат (Лига): – 2 сезона
- Сегунда дивизиу – 42 сезона
- Терсейра дивизиу – 9 сезона
- Регионални лиги – 1 сезон

## Успехи[4]
- Примейра лига
  - 8-мо място (2): 2022/23, 2023/24
- Купа на Португалия:
  - 1/2 финалист (1): 1945/46
- Лига де Онра: (2 лига)
  -  Второ място (2): 2018/19
- Португалски шампионат (Лига): (3 лига)
  -  Второ място (1): 1999/2000
- Сегунда дивисао: (3 лига)
  -  Шампион (2): 1977/78, 1987/88
- Терсейра лига (4 лига)
  -  Второ място (1): 2008/09
- Купа „Рибейро дош Рейс“
  - 4-то място (1): 1969/70

### Регионални
- Купа на честта на Брага
  -  Носител (1): 1986/87
- Първа дивизия на Брага
  -  Шампион (3): 1954/55, 1961/62
- AF Braga Torneio de Abertura
  -  Носител (3): 1982/83, 1984/85, 1986/87
- Campeonato Distrital da Promoção
  -  Шампион (1): 1935/36

- Петър Михтарски: 1993/94 (наем) - (48 мача - 14 гола)
- Божидар Краев: 2021 - (14 мача - 1 гол)